# Nándor Dáni
Nándor Dáni   (Pest, 30 de maig de 1871 - Budapest, 30 de desembre de 1948) fou un atleta hongarès que va competir a finals del segle XIX.
El 1896 va prendre part en els Jocs Olímpics d'Estiu d'Atenes, on va guanyar la medalla de plata en la prova dels 800 metres del programa d'atletisme. Finalitzà rere l'estatunidenc Teddy Flack.